# Bourguignons
Bourguignons település Franciaországban, Aube megyében. Lakosainak száma 252 fő (2022. január 1.). Bourguignons Bar-sur-Seine, Chauffour-lès-Bailly, Courtenot, Fralignes, Jully-sur-Sarce, Magnant, Marolles-lès-Bailly és Virey-sous-Bar községekkel határos.

## Népesség
A település népessége az elmúlt években az alábbi módon változott:
| Lakosok száma | 256  | 220  | 280  | 282  | 273  | 291  | 283  | 274  | 261  | 252  |
|               | 1968 | 1982 | 1999 | 2006 | 2011 | 2015 | 2017 | 2018 | 2020 | 2022 |